# Thalictrum ramosum
Thalictrum ramosum är en ranunkelväxtart som beskrevs av Joseph Robert Bernard Boivin. Thalictrum ramosum ingår i släktet rutor, och familjen ranunkelväxter. Inga underarter finns listade i Catalogue of Life.